# Iaitō
Iaito je japanski proizvod namijenjen isključivo za vježbu pa nema ograničenja u broju proizvedenih primjeraka. Sasvim je identičan izgledom pravoj Katani ali je izrađen od legiranog aluminija i nije naoštren. Neki vježbenici preferiraju iato više nego tradicionalni drveni mač.
Ostali funkcionalni mačevi:
Shinken (naoštrene) upotrebljive katane
1.) Ulazna klasa
- sječivo iskovano u Japanu od opružnog čelika (spring steel, Federstahl).
Kaljene na istu tvrdoću i najbolji su za početak "opraštaju" početničke pogreške.
Osim jednake tvrdoće materijala osim ugljika što željezo čini čelikom, imaju i dodatak silicija.
2.) Srednja klasa
- sječivo iskovano u Japanu od opružnog čelika.
Ove oštrice su korištenjem tradicionalnih metoda diferencijalno kaljene (upotrebom gline).
Namijenjene su ozbiljnim kolekcionarima, kao i studentima Kendo vještine (put mača u prijevodu).
3.) Vrhunska klasa
- sječivo rađeno identičnom metodom kao u davna vremena tradicionalni mač.
Preklapanje čelika 9-13 puta, vrlo tvrdi čelik i meki čelik, svaki sloj se vari kovanjem i postupak jako dugo traje. Osigurava jako tvrdu oštricu koja ostaje jako oštra i nakon više sječenja, a mekanu sredinu i zadnji dio što sprječava pucanje mača pri jakom udaru.
I u drugim zemljama jugoistočne Azije, Kini i Tajlandu se proizvode replike. Neke su vrlo loše kvalitete, a druge pak imaju kvalitetu kao i japanske.